# The Substitute (film, 1996)
Pour les articles homonymes, voir The Substitute.
Série The Substitute
The Substitute 2
(1998)
Pour plus de détails, voir Fiche technique et Distribution.
The Substitute ou Le suppléant au Québec est un film américain réalisé par Robert Mandel et sorti en 1996. Il s'agit du premier opus d'une tétralogie.

## Synopsis
Jonathan Shale est un ancien militaire devenu mercenaire. Mis au chômage, il rentre chez lui à Miami et retrouve sa compagne Jane Hetzko. Cette dernière est professeure dans un établissement scolaire — Columbus High School — où la violence et la drogue sont monnaie courante.
Un jour, Jane a une altercation avec Juan Lacas, chef du gang local Kings of Destruction (KOD ; les RDD en VF). Quelques jours plus tard, Jane est agressée pendant son jogging matinal. Jonathan décide alors de se faire passer pour son remplaçant au lycée. Ce vétéran de la guerre du Viêt Nam va faire du nettoyage, à sa manière.

## Fiche technique
Sauf indication contraire, les informations mentionnées dans cette section peuvent être confirmées par la base de données cinématographiques IMDb,  présente dans la section « Liens externes ».
- Titre original et français : The Substitute
- Titre québécois : Le suppléant
- Réalisation : Robert Mandel
- Scénario : Roy Frumkes, Rocco Simonelli et Alan Ormsby (en)
- Musique : Gary Chang
- Direction artistique : Richard Fojo
- Décors : Ron Foreman
- Costumes : Patricia Field
- Photographie : Bruce Surtees
- Montage : Alex Mackie
- Production : Morrie Eisenman et Jim Steele
- Sociétés de production : Dinamo Entertainment, H2 Productions, Live Entertainment et Mediaworks
- Société de distribution : Orion Pictures (États-Unis)
- Pays de production :  États-Unis
- Langue originale : anglais
- Format : couleur - 35 mm - 1.85:1 - Dolby Digital
- Genre : action, thriller
- Durée : 114 minutes
- Dates de sortie : 
  - États-Unis : 19 avril 1996
  - France : 10 juillet 1996
- Film interdit aux moins de 12 ans lors de sa sortie en France

## Distribution
- Tom Berenger (VF : Richard Darbois) : Jonathan Shale / James Smith
- Diane Venora (VF : Céline Monsarrat) : Jane Hetzko
- Ernie Hudson (VF : Mario Santini) : le principal Claude Rolle
- Marc Anthony (VF : Pierre Tessier) : Juan Lacas
- Raymond Cruz (VF : Daniel Lafourcade) : Joey Six
- William Forsythe (VF : Pascal Renwick) : Hollan
- Luis Guzmán (VF : Bruno Carna) : Rem
- Richard Brooks (VF : Thierry Desroses) : Wellman
- Glenn Plummer (VF : Serge Faliu) : Darrell Sherman
- Peggy Pope : Hannah Dillon
- Cliff De Young (VF : Georges Caudron) : Matt Wolfson
- Rodney A. Grant : Johnny Glades
- Shar-Ron Corley  (VF : Emmanuel Garijo) : Jerome Brown
- María Celedonio : Lisa Rodriguez
- Vincent Laresca (VF : Luc Boulad) : Rodriguez
- Maurice Compte (VF : Ludovic Baugin) : Tay
- Willis Sparks : John Janus
- Noelle Beck : Deidre Lane

## Production

### Tournage
Le tournage se déroule entre le 7 août et le 12 octobre 1995 en Floride, à Fort Lauderdale et à Miami pour le Christopher Columbus High School (en) et la maison de Jane Hetzko sur l'avenue de Meridian (4035 N Meridian Ave).

### Musique
La bande originale du film est sortie le 9 avril 1996 par le label Priority Records[réf. nécessaire]. L'album contient divers chansons d'artistes Hip-hop.
| Liste des titres | Liste des titres                                        | Liste des titres                                              | Liste des titres | Liste des titres | Liste des titres | Liste des titres | Liste des titres | Liste des titres | Liste des titres |
| No               | Titre                                                   | Producteurs                                                   | Durée            |                  |                  |                  |                  |                  |                  |
| ---------------- | ------------------------------------------------------- | ------------------------------------------------------------- | ---------------- | ---------------- | ---------------- | ---------------- | ---------------- | ---------------- | ---------------- |
| 1.               | Hoo-Bangin' (interprété par Mack 10)                    | Ice Cube                                                      | 3:36             |                  |                  |                  |                  |                  |                  |
| 2.               | Licorice Stiks (interprété par Intense Method)          | Rhythm D                                                      | 4:15             |                  |                  |                  |                  |                  |                  |
| 3.               | Danger (interprété par Road Dawgs et Allfrumtha I)      | Binky Mack                                                    | 3:03             |                  |                  |                  |                  |                  |                  |
| 4.               | Miami Life (interprété par Ras Kass)                    | - Ras Kass - Michael "Flip" Barber                            | 4:08             |                  |                  |                  |                  |                  |                  |
| 5.               | Bring It On (interprété par Organized Konfusion)        | Organized Konfusion                                           | 4:19             |                  |                  |                  |                  |                  |                  |
| 6.               | Bang 'Em Up (interprété par TRU et Mr. Serv-On)         | KLC                                                           | 3:03             |                  |                  |                  |                  |                  |                  |
| 7.               | Head Up (interprété par Young Murder Squad et Sh'killa) | - Prodeje - Tomie Mundy (co.)                                 | 4:12             |                  |                  |                  |                  |                  |                  |
| 8.               | I Got That Cream (interprété par Master P)              | Mo B. Dick                                                    | 5:06             |                  |                  |                  |                  |                  |                  |
| 9.               | Hood Life (interprété par Lil' ½ Dead)                  | - Courtney Branch - Kenneth "K-Phlx" Manning - Tracy Kendrick | 4:49             |                  |                  |                  |                  |                  |                  |
| 10.              | Money, Power & Women (interprété par G-Spot-Geez)       | Fredwreck                                                     | 5:00             |                  |                  |                  |                  |                  |                  |
| 11.              | All of Puerto Rico (interprété par Afro-Rican)          | - Jay Leopardie - Afro-Rican (co.)                            | 3:17             |                  |                  |                  |                  |                  |                  |
| 44:48            |                                                         |                                                               |                  |                  |                  |                  |                  |                  |                  |

## Accueil
Le film reçoit des critiques plutôt mitigées. Sur Rotten Tomatoes, il détient une côte de 41 %, pour 22 critiques[réf. nécessaire]. Roger Ebert, célèbre critique de cinéma, a donné au film une étoile sur quatre : « Je suis tellement fatigué de ce film. Je le vois au moins une fois par mois. Le titre change, les acteurs changent et les détails superficiels de l'histoire changent, mais c'est toujours exactement la même chose : des hommes lourdement armés qui se tirent dessus[réf. nécessaire]. ».

### Saga
- The Substitute de Robert Mandel, sorti en 1996 ;
- The Substitute 2 (The Substitute 2: School's Out) de Steven Pearl, sorti en 1998 ;
- The Substitute 3 (The Substitute 3: Winner Takes All) de Robert Radler, sorti en 1999 ;
- The Substitute 4 (The Substitute 4: Failure Is Not an Option ) de Robert Radler, sorti en 2001.